# 南方戰略

紅色部分是美國南部地區

南方戰略（Southern strategy）是美國共和黨的選舉戰略，以加強該黨在美國南部的支持率。在美國1950至60年代的民權運動之後，共和黨成功獲得美國南方大部分白人保守派的支持。